# Vera Miles
Vera Miles, nascida Vera June Ralston (Boise City, Oklahoma, 23 de agosto de 1929) é uma atriz estadunidense. Era uma das atrizes favoritas do diretor Alfred Hitchcock. Despediu-se das telas no thriller Dupla Personalidade (1995).

## Vida pessoal
Foi Miss Kansas em 1948. Foi casada três vezes: com Bob Miles, de 1948 a 1954, com quem tem duas filhas - Debra Miles, nascida em 1950, e Kelley Miles, nascida em 1952; com Gordon Scott, de 1954 a 1959, com quem tem um filho - Michael Scott, nascido em 1957; e com Keith Larsen, de 1960 a 1971, com quem tem um filho - o ator Erik Larsen, nascido em 1961. Larsen casou-se novamente após o divórcio em 1971, mas Vera Miles permanece solteira.

## Carreira artística
É mais conhecida pela sua participação nos clássicos The Searchers (1956), Psycho (1960) e The Man Who Shot Liberty Valance (1962).
Outros filmes de sua carreira são Tarzan's Hidden Jungle (1955), Autumn Leaves (1956), The Wrong Man (1956), 23 Paces to Baker Street (1956), Beau James (1957), Web of Evidence, (1959), Back Street (1961), Hellfighters (1968), Psycho II (1983) e The Initiation (1984).
Participou também de diversas séries de televisão, entre elas The Fugitive, The Man from U.N.C.L.E., Gunsmoke, The Virginian, Hawaii Five-O, Bonanza, Marcus Welby, M.D., The Streets of San Francisco, Trapper John, M.D., The Love Boat, Murder, She Wrote e The Twilight Zone